# Margreet Rietveld
Margreet Rietveld (Terschuur, 11 oktober 1988) is een Nederlandse sopraan.

## Biografie
Zij had tussen haar tiende en vijftiende jaar zangles op de muziekschool bij Marjo van Someren. Op 17-jarige leeftijd deed zij auditie bij het ArtEZ Conservatorium in Zwolle en werd daar aangenomen. Zij behaalde daar haar bachelordiploma Klassieke Zang in 2011.
Ze zingt tevens bij gezelschappen zoals Ars Musica, Cappella Amsterdam, Collegium Vocale Gent onder leiding van Philippe Herreweghe, bij Le Nuove Musiche en het Margaretha Consort.
Zij in vele grote oratoria zoals die van Antonio Vivaldi, de Mattheus- en Johannespassies van Bach, alsmede zijn Kerstoratorium en mis in B-mineur, de Messiah en Dixit Dominus van Händel, Die Schöpfung en Die Jahreszeiten van Haydn, het requiem van Mozart, etc.